# 九設
株式会社九設は、かつて大分県大分市に本社を置いていた建設会社である。

## 概要
1996年3月に設立された。
2015年2月期は年売上高約50億7200万円を計上。2016年2月期～2021年2月期も年売上高50億円前後・当期利益3000万円前後を計上していた。
2021年3月、当時の社長が同年2月に逮捕された暴力団組長と定期的に食事会を行っていたとして事情聴取を受ける。同年4月27日、福岡県警察から同社が暴力団関係事業者として排除措置の対象となる旨が公表される。5月6日、決済の約束手形が不渡りとなり、5月10日に大分地方裁判所に自己破産を申請、翌日破産手続開始決定を受けた。
破産にあたり、同社は大分県指定再生手続開始申立等企業に指定され、同社と取引のある中小企業に対し大分県中小企業経営改善資金による融資が行われることとなった。

## 沿革
- 1996年（平成8年）3月 - 設立。
- 2007年（平成19年）2月 - 福岡支店開設。
- 2011年（平成23年）5月 - 熊本支店開設。
- 2021年（令和3年）
  - 4月27日 - 福岡県警察から暴力団関係事業者として排除措置の対象となる旨が公表される[6][7]。同日、福岡市による排除措置の期間が開始される。期間は12ヶ月間[8]。
  - 5月7日 - 北九州市による排除措置の期間が開始される。期間は18ヶ月間[7] 。
  - 5月10日 - 大分地方裁判所に自己破産を申請、翌日破産手続開始決定を受ける。
  - 5月11日 - 福岡県による排除措置の期間が開始される。期間は2022年11月10日までの18ヶ月間[6] 。